# Cirkusakademien
Cirkusakademien, egentligen Akademien för Cirkuskonstens bevarande i Sverige, är en organisation som har till uppgift att sprida kunskap kring cirkus. Detta sker främst genom utgivningen av tidningen Cirkulära Notiser samt en serie häften under namnet Cirkulära Småskrifter.
Cirkusakademin grundades på Djurgårdscirkus 16 mars 1973. 
Akademien delar ut ett hederspris kallat Årets Charlie, namnet syftande på Charlie Rivel.
Cirkusakademin har ett bibliotek och arkiv i Bromma i Stockholm. Bibliotekets bestånd utgörs av cirka 2500 böcker och ett hundratal tidskrifter med cirkus- och varietéanknytning. I arkivdelen finns bland mycket annat foton, tidningsklipp, korrespondens och mycket annat rörande tiotusentals cirkus- och varietéartister, liksom även en stor samling videoband med filmade cirkusföreställningar. Dessutom finns bland annat en stor samling cirkusaffischer. 
I Ingelsträde i nordvästra Skåne finns dessutom ett cirkusmuseum.